# Gagnac-sur-Garonne
Gagnac-sur-Garonne è un comune francese di 2 973 abitanti situato nel dipartimento dell'Alta Garonna nella regione dell'Occitania.

## Società

### Evoluzione demografica

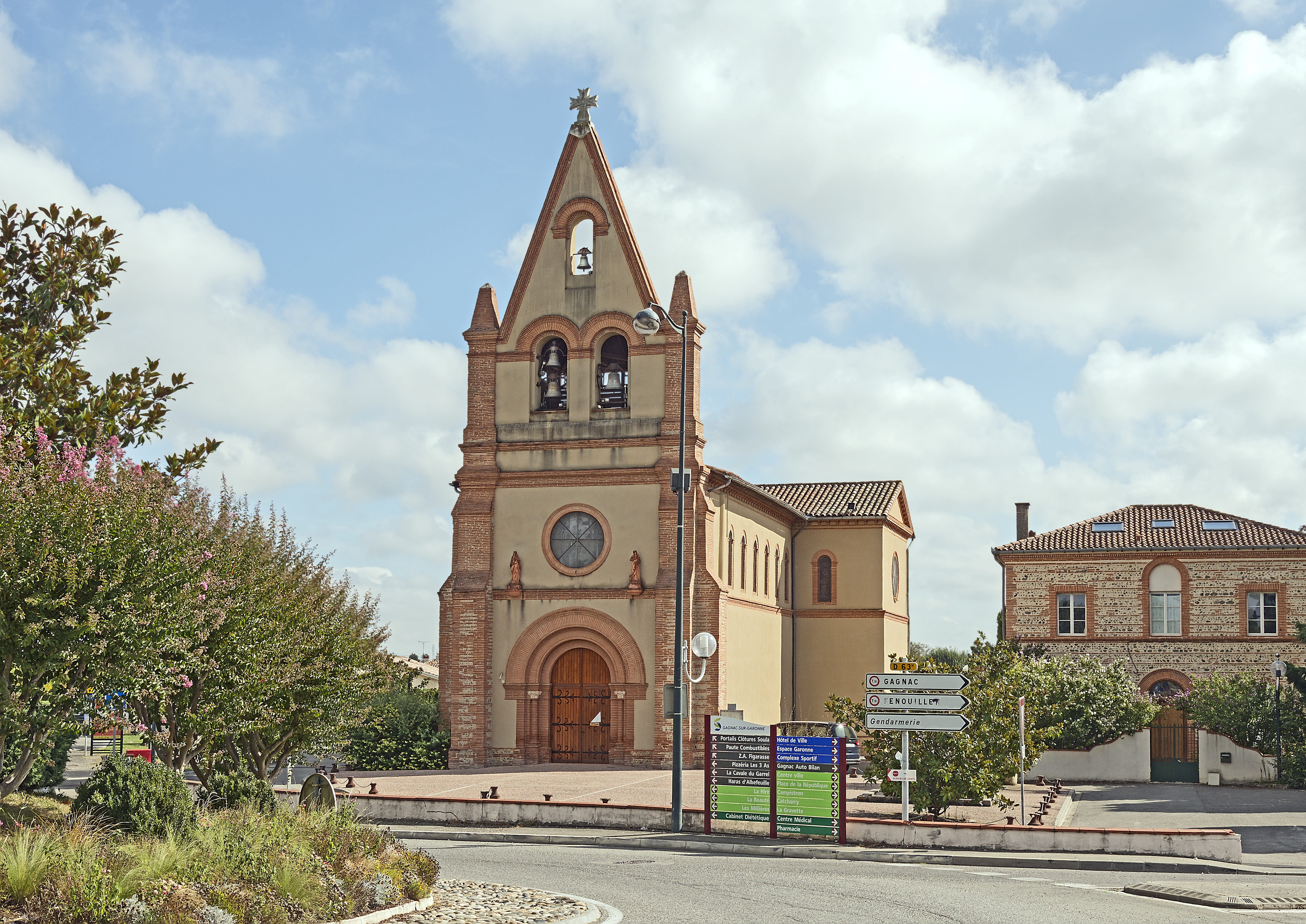
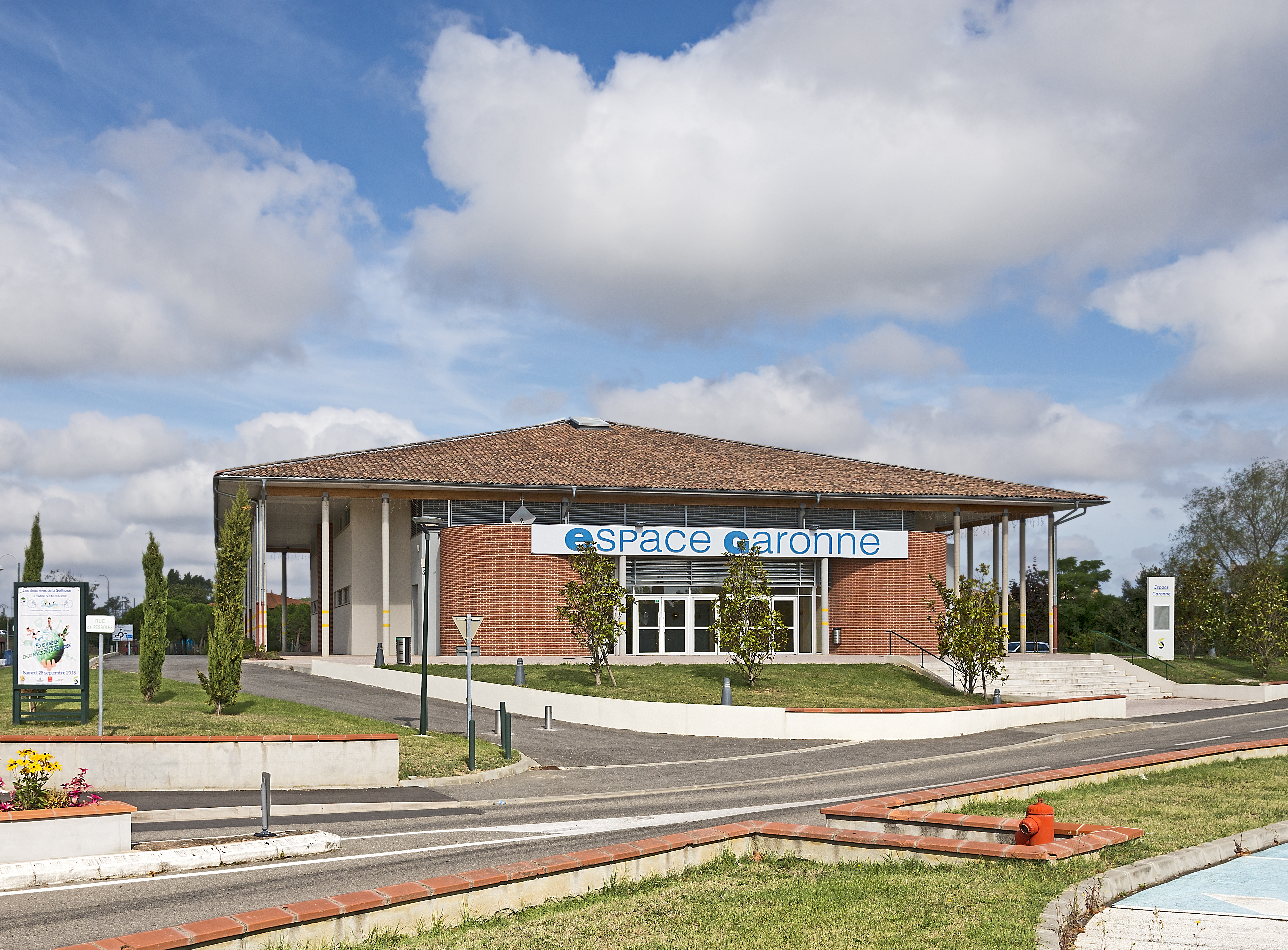

Abitanti censiti